# Paul Elliott (cầu thủ bóng đá)
Paul Marcellus Elliott, CBE (Paul Marcellus Elliott, CBE (sinh ngày 18 tháng 3 năm 1964) là cựu ngôi sao bóng đá người Anh, chơi ở vị trí hậu vệ.